# Юко Накадзава
Юко Накадзава (на японски: 中澤裕子, на латиница Yuko Nakazawa) е японска поп-певица и актриса, най-популярна като лидерка на изцяло дамската формация Morning Musume. Тя е соло изпълнителка, както и сред водещите японското телевизионно шоу Hello!Morning.

## Биография
Родена е в префектура Киото, Япония на 19 юни, 1973 г.
Тя е сред 5-те финалистки в японското издание на Rock Idol от 1997 г. След състезанието музикантът и продуцент Тсунку предлага на Юко и на другите 4 финалистки (Нацуми Абе, Каори Иида, Ая Ишигуро и Асука Фукуда) да се заеме професионално с тях при условие да успеят да продадат 50 000 броя от песента „Ai No Tane“ за 5 дена. Квинтетът постига това за 4 дена и така през 1997 г. се формира Morning Musume. Групата се нарежда сред най-популярните формации в Япония. Известна е с факта, че нейните членове се менят постоянно.
Скоро след създаването на Morning Musume през 1998 г. Наказава стартира своята соло кариера – в началото изпълнявайки песни в „енка“ стил (традиционна японска фолк музика), постепенно преминавайки към поп, но за разлика от стила на Hello! Project, песните и са по-бавни и с по-сериозно звучене.
Също така Накадзава редовно участва като изпълнител в сериите „Folk Songs“ на Hello! Project, където Юко и други групи и соло изпълнители от Hello!Project правят кавър версии на различни фолк песни. Освен това тя става част от смесената група Akagumi 4 през лятото на 2000 г. Като част от Morning Musume Накадзава се изявява повече като беквокал, пеейки повече хармония, отколкото соло партии.
Като най-голяма от първото поколение на Morning Musume (тя е на 24 години при формирането на групата и почти на 28 при отцепването си) Юко Накадзава става лидер на формацията до „дипломирането“ ̀и през 2001 г., когато Каори Иида и Кей Ясуда поемат ролята на водачи. Обяснявайки причините за напускането си, Накадзава казва, че тъй като вече е почти 30-годишна, би искала да се развива и в други насоки. По време на излизането ̀и от групата Юко е с 14 години по-възрастна от най-младото попълнение – тогава 13-годишната Аи Каго.
Оттогава Наказава участва в няколко японски драми, като „Beauty 7“ и „Home Maker“, и продължава соло кариерата си с по-бавни темпове, имайки порядъчен успех. Тя все още е силно свързана с Morning Musume и редовно се изявява като водеща на ежеседмичното предаване „Hello!Morning“.

## Дискография

### Сингли
- Karasu no Nyoubou (カラスの女房) – 5 октомври 1998 г.
- Odaiba Moonlight Serenade (お台場ムーンライトセレナーデ) (Дует с Такаяма Ген) – 2 декември 1998 г.
- Junjou Koushinkyoku (純情行進曲) – 9 юни 1999 г.
- Shanghai no Kaze (上海の風) – 12 юли 2000 г.
- Kuyashi Namida Porori (悔し涙ぽろり) – 15 февруари 2001 г.
- Futari Gurashi (二人暮し) – 1 август 2001 г.
- Tokyo Bijin (東京美人) – 28 август 2002 г.
- GET ALONG WITH YOU – 21 май 2003 г.
- Genki no nai Hi Komoriuta/Nagaragawa no Hare (元気のない日の子守唄／長良川の晴れ) – 11 февруари 2004 г.
- DO MY BEST (Theme for Home Maker (ほーむめーかー, hōmu mēkā)) – 26 май 2004 г.
- Urara (うらら) – 27 септември 2006 г.
- Danna-sama (だんな様) – 10 октомври 2007 г.

### Албуми
- Nakazawa Yuuko Dai Isshou (中澤ゆうこ 第一章) – 12 декември 1998 г.
- Dai Nisshou ~Tsugari~ (第二章～強がり～) – 22 юли 2004 г.